# Jeruzalem-panorama

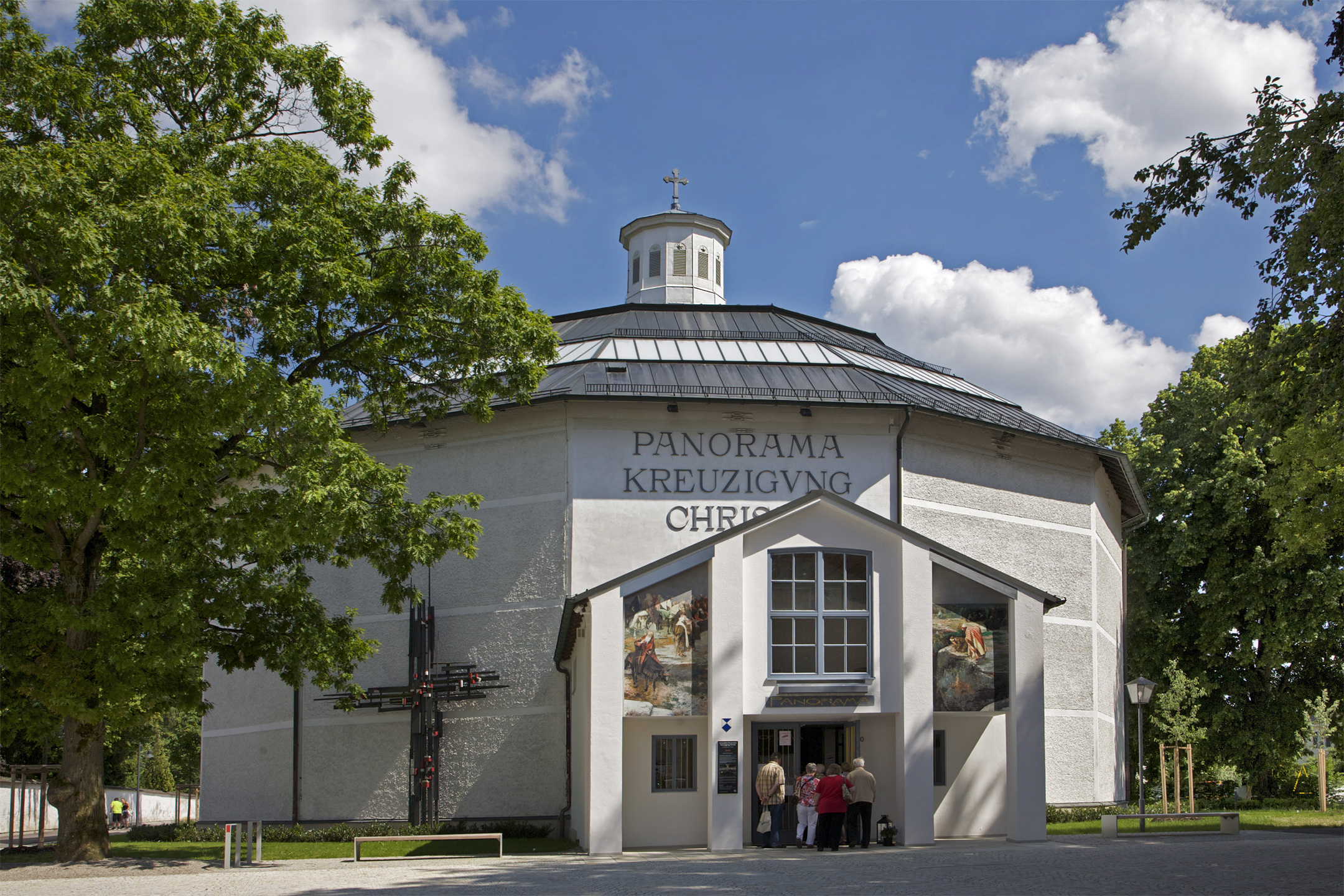
Het Jeruzalem-panorama in Altötting

Het Jeruzalem-panorama is een cilindervormig panoramaschilderij in het rooms-katholieke bedevaartplaatsje Altötting in Beieren. Het toont de stad Jeruzalem op de dag van de kruisiging van Jezus Christus in het jaar 33. De Duitse naam voor het panorama is Jerusalem Panorama Kreuzigung Christi.

## Geschiedenis
Het Jeruzalem-panorama in Altötting werd in 1902 gebouwd en op 18 juli 1903 geopend nadat het schilderij voltooid was. Het werd op eigen initiatief onder leiding van de toonaangevende schilder Gebhard Fugel (1863-1939) gecreëerd, samen met de architect Georg Völkel en de landschapschilder Josef Krieger. Verdere medewerkers waren onder anderen Karl Nadler voor het schilderen van de architectuur en Heinrich Ellenberger, die voor de specificaties van de tekeningen en het perspectief verantwoordelijk was.
De historieschilderkunst wil overtuigen van de historische waarheid van het onderwerp. De uitvoerende kunstenaars raadpleegden daarom historische bronnen en reconstructies. Niet alleen de beschrijvingen van de vier evangeliën werden gebruikt, maar ook de beschrijvingen van de Romeins-Joodse geschiedschrijver Flavius Josephus. Bovendien reisde de schilder Josef Krieger in 1902 voor topografische studies naar Palestina.
Het Jeruzalem-panorama in Altötting staat onder monumentenzorg van de Vrijstaat Beieren en valt onder de bescherming van cultuurgoed van de UNESCO in Parijs. In Duitsland is het het enige historische panorama uit het klassieke tijdperk van de panoramaschilderkunst.

## Gebouw
Een panoramaschilderij vereist, om het te tonen, een specifiek eigen panoramagebouw. Het panorama in Altötting behoort met een hoogte van 15 meter (zonder het torentje) en een diameter van 30 meter tot de middelgrote panorama's. De plattegrond van het panoramagebouw is een regelmatige twaalfhoek.
Het gebouw is uitgevoerd als vakwerk, waarbij de invulling uit bakstenen bestaat die aan de buitenkant zijn gepleisterd. De statische constructie is een tentconstructie met één mast, een houten middenkolom, die het koepelvormige dak ondersteunt en het gewicht van de koepel opvangt. Een houtconstructie die van de timmerman vakmanschap vereiste. In de dakconstructie is een doorgaande rij liggende vensters aangebracht die rond de gehele koepel leidt. Zij dient om het interieur van het panorama als een gesamtkunstwerk te verlichten, waarbij de architectuur van het gebouw een niet onwezenlijke rol speelt.

## Schilderij

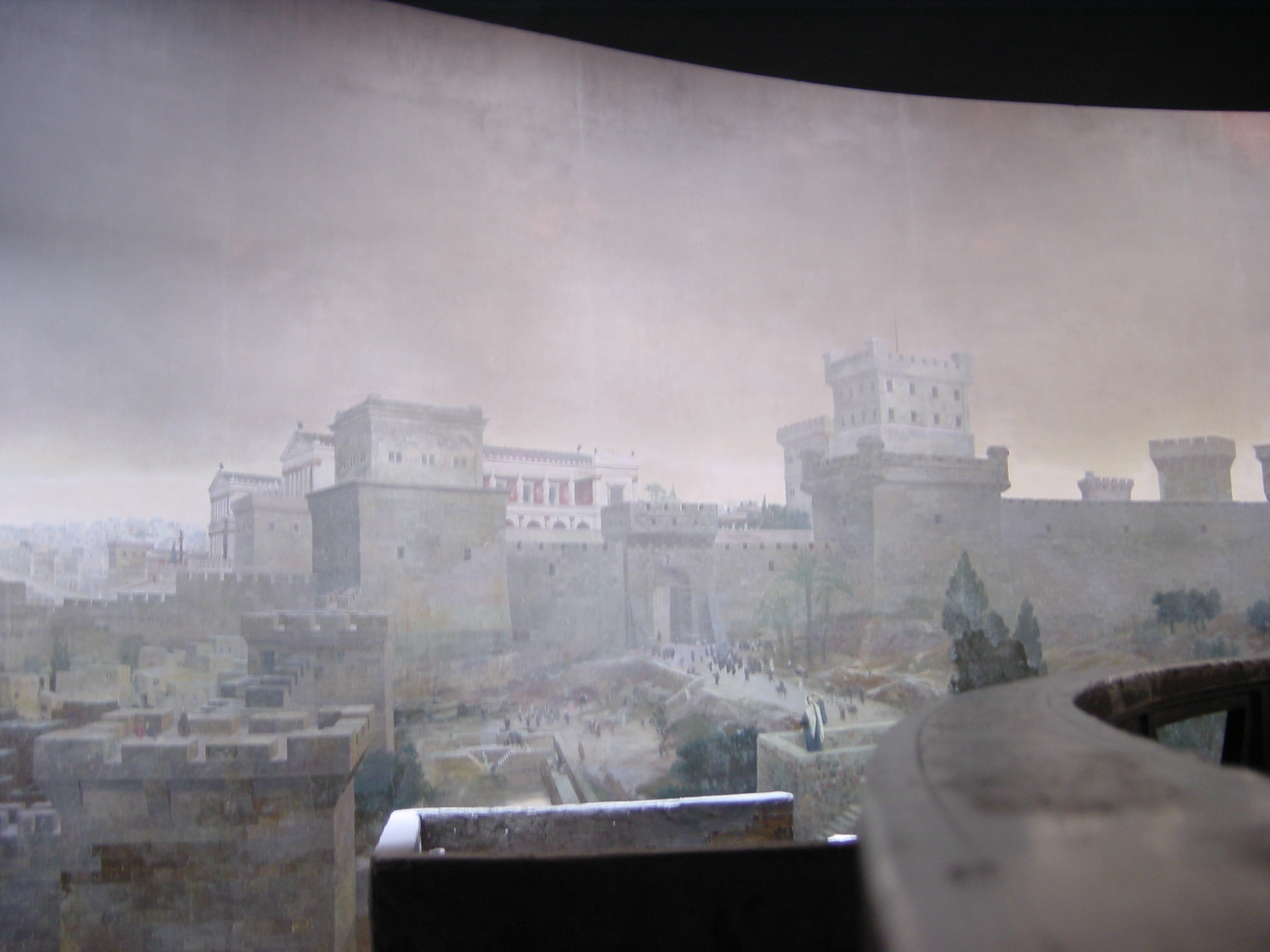
Detail

Het panoramaschilderij is ter plaatse in het nieuw gebouwde panoramagebouw in één jaar tijd geschilderd. Het is geschilderd in olieverf op doek. Het doek is 12 meter hoog en heeft een omtrek van 95 meter. Het bestaat uit 27 banen die aan elkaar zijn genaaid. De beschilderde oppervlakte van het doek is ongeveer 1200 vierkante meter.
De bezoekers van het panorama kunnen zich op een podium in het midden vrij bewegen. De audiotour, die door Gustl Weishappel wordt gesproken, duurt ongeveer 20 minuten en is te horen via luidsprekers uit vier verschillende richtingen. De tour gaat vergezeld van op het schilderij geprojecteerde lichtpunten.
De audiotour neemt de bezoeker mee naar het jaar 33 en begint in de tempelstad van de ommuurde oude stad Jeruzalem. Boven de stad ligt de duisternis van de chamsin die een weersverandering aankondigt. De blik valt op het praetorium, waarin de prefect van de Romeinse keizer Tiberius, Pontius Pilatus, zijn ambt bekleedde in de afgelegen provincie Judea. Daarnaast is de plaats van bijeenkomst te zien van de hoge raad en in de bovenstad het huis van het Laatste Avondmaal. Achter de muren dwaalt de blik van de bezoeker het Heilige Land in op de weg naar Bethlehem. Op veilige afstand volgen in de tuin van de villa van Jozef van Arimatea enkele discipelen met angstige ogen de volstrekking van het vonnis op Golgotha. Bijzondere aandacht wordt geschonken aan de weergave van de kruisiging. Op het plateau staat een groep vrouwen: Maria, de moeder van Jezus, Maria van Magdala, Susanna en Johanna.
Het panorama in Altötting combineert stadsgezicht, historie- en landschapsschilderkunst en plaatst de toeschouwer in de illusie waarnemer te zijn van de stad Jeruzalem tijdens de kruisiging van Jezus Christus.

## Beheer
Het Jerusalem-panorama in Altötting is een van de weinige overgebleven historische panorama's in de wereld. Panorama's waren in de 19e eeuw erg populair in de grote steden van Europa en Amerika en meestal zwierven de enorme doeken van de ene stad naar de andere en werden daarbij beschadigd en gingen zo teloor. Het Jeruzalem-panorama in Altötting bleef echter steeds op de plaats van herkomst en bestemming. Gebhard Fugel en zijn nazaten beheerden het panorama bijna honderd jaar lang als museum. Een algemene restauratie werd voltooid in 1989, in het jaar van de 500ste verjaardag van de bedevaart naar Altötting. Sinds 1996 staat het Panorama onder toezicht van de "SPA Stiftung Panorama Altötting", een stichting zonder winstoogmerk, waarin de nazaten van Fugel het werk gratis binnenbrachten.